# داویده پلبانی
داویده پلبانی (ایتالیایی: Davide Plebani؛ زادهٔ ۲۴ ژوئیهٔ ۱۹۹۶) دوچرخه‌سوار اهل ایتالیا است.
وی در مسابقات کشوری و بین‌المللی در مجموع برندهٔ ۴ مدال نقره، ۱ مدال برنز شده‌است.